# Caralluma longiflora
Caralluma longiflora là một loài thực vật có hoa trong họ La bố ma. Loài này được M.G.Gilbert mô tả khoa học đầu tiên năm 1990.